# Mancomunidad Cabeza de Horno
La mancomunidad Cabeza de Horno es una agrupación administrativa de municipios en la provincia de Salamanca, Castilla y León, España.

## Municipios
- Ahigal de Villarino
- Brincones
- Doñinos de Ledesma (Anejos: Las Dehesitas, Gudino, Tajurmientos, Tozas, Tuta, Valderas y Zafrón)
- Encina de San Silvestre
- Espadaña (Anejos: Becerril y Pedernal)
- Gejuelo del Barro (Anejos: Baños de Calzadilla del Campo, Calzadilla del Campo, La Huérfana, Muelledes y Valrubio)
- Iruelos
- El Manzano
- Monleras
- Peralejos de Abajo
- Peralejos de Arriba (Anejo: Gomeciego)
- Puertas (Anejos: Cerezal de Puertas, El Groo y Manceras)
- Sando (Anejos: Cabeza de Diego Gómez, El Campillo, Fuentes de Sando, Iruelo del Camino, Tremedalejo y Villagarcía)
- Santa María de Sando
- Sardón de los Frailes (Anejo: Villarejo)
- Tremedal de Tormes (Anejos: Peñalvo y Trabadillo)
- Villar de Peralonso (Anejos: Sahelicejos y Sardón de los Álamos)
- Villarmuerto (Anejos: Villargordo)
- Villasdardo
- Villaseco de los Gamitos
- Villaseco de los Reyes (Anejos: Berganciano, Campo de Ledesma y Gejo de los Reyes)
- Vitigudino (Anejo: Majuges)